# ジェイソン・ブルック
ジェイソン・デズモンド・アンソニー・ブルック（Jason Desmond Anthony Brooke FRAS、1985年4月22日 - ）は、サラワク王国（現 マレーシア・サラワク州）の最後のラージャ・ムダ（王太子）であるアンソニー・ブルックの孫であり、ブルック王家を代表して活動している。

## 生涯
ジェイソンはロンドンで1985年4月22日に生まれた。主にロンドンで育ったほか、エディンバラやアイルランド東海岸にも居住した。ユニバーシティ・カレッジ・ダブリンでイギリス文学を学び、ダブリン大学トリニティ・カレッジで国際関係学の修士号を取得した。大学在学中の2007年から2008年にかけて、ユニバーシティ・カレッジ・ダブリン・ボートクラブの部長を務めた。
ジェイソンの祖父アンソニー・ブルックには、1949年のサラワク総督ダンカン・スチュワートの暗殺事件に関与していたという疑惑があったが、2011年、ジェイソンは一族を代表して、イギリス政府に対しアンソニーが事件に関与していなかったと正式に認めるよう求めた。アンソニーは同年3月2日に死去したが、その数週間後にBBC Radio 4で、総督暗殺事件に関するドキュメンタリー番組が放送された。2013年、ジェイソンはアンソニーの遺灰をサラワクに運び、大規模な追悼式典を開いてこれを埋葬した。式典に参列した在マレーシア・イギリス高等弁務官代理は、総督暗殺事件へのアンソニーの関与を否定する声明を発表し、イギリス政府を代表して一族に謝罪した。
ジェイソンはサラワク協会の会長である。この協会は、サラワク王国最後のラージャであるヴァイナー・ブルックの弟で、ジェイソンの曾祖父に当たるバートラム・ブルックが1924年に設立したものである。また、ジェイソンはボルネオ調査評議会の委員であり、英国マレーシア協会の評議員だったこともある。

## ブルック・トラスト
2010年、ジェイソンは、祖父アンソニーの勧めでブルック・トラストを設立した。これは、サラワクにおけるブルック家と100年続いたその王朝に関する遺物や文書を収集・保管するためのものである。
ジェイソンは、ブルック・トラストを通じて、ブルック家に関する文書をデジタル化し、2012年にオンラインで利用できるようにした。
ブルック・トラストは2012年、ブルック王朝に関する物品をサラワクで展示するプロジェクト「ブルック・ギャラリー」を開始し、サラワク建国175周年にあたる2016年9月24日に、マレーシア・サラワク州クチンにあるサラワク王国の砦跡であるフォート・マルゲリータの中にブルック・ギャラリーを開設した。

ジェイソンは、クチンのサラワク州立図書館、サラワク州立博物館、サラワク州のコミュニティとブルック家との間の連携の責任者である。サラワク王国の初代ラージャ、ジェームズ・ブルックの生涯を描いた映画の制作にあたり、2016年9月にジェイソンが技術顧問に就任した。この映画は2021年に"Edge of the World"のタイトルで公開された。
ブルック・トラストは2023年、スウィンバーン工科大学サラワクキャンパスと、サラワク王国時代の文書の保存について協力する協定に調印した。